# Dobrostan zwierząt
Dobrostan zwierząt – stan zdrowia fizycznego i psychicznego osiągany w warunkach pełnej harmonii ustroju w jego środowisku.
Taki system chowu zaspokaja podstawowe potrzeby zwierząt, przede wszystkim w zakresie: żywienia, dostępu do wody, potrzebnej przestrzeni życiowej, zapewnienia towarzystwa innych zwierząt, leczenia, higieny utrzymania, mikroklimatu pomieszczeń, warunków świetlnych. Jednocześnie nie pozwala na okaleczanie zwierząt oraz zapewnia ich schronienie przed złymi warunkami klimatycznymi. W zakres tego pojęcia wchodzą również warunki przewozu zwierząt i humanitarnego sposobu uboju.
Problematyka dobrostanu dotyczy głównie zwierząt gospodarskich, ale prowadzone są również badania i podejmowane działania, zmierzające do ulepszania warunków życia zwierząt laboratoryjnych i gatunków nieudomowionych, żyjących w ogrodach zoologicznych.

## Lista Pięciu Wolności
W XX wieku produkcja zwierzęca została znacząco zintensyfikowana. Amerykanie w celu zminimalizowania przypadków kanibalizmu na fermach drobiu już w latach 30. zaczęli przycinać kurczętom dzioby. W latach 60. przycinano im również skrzydła, jednak nie przyniosło to oczekiwanych korzyści, zwłaszcza że po całkowitym obcięciu ptaki nie mogły się podnieść po upadku. Z tego powodu zdecydowano się na zrezygnowanie z tego zabiegu. Jednak inne zabiegi jak kurtyzowanie polegające na przycinaniu ogona prosiąt i krów mlecznych, dekornizacja (usuwanie zawiązków rogów u cieląt), czy skracanie kiełków prosiąt, były w powszechnym stosowaniu. Traktowanie zwierząt w chowie przemysłowym opisane przez Ruth Harrison w książce pt. Animal Machines w 1964 roku wywołało oburzenie opinii publicznej w Wielkiej Brytanii. Bezpośrednią tego konsekwencją było powołanie przez rząd brytyjski komisji parlamentarnej pod przewodnictwem Francis'a Brambell'a, której raport zawierał pierwszą listę minimalnych wymogów poszanowania dobrostanu stosującą się do wszystkich zwierząt gospodarskich. Wymogi te sprowadzały się do zapewnienia elementarnej swobody ruchu, aby zwierzę mogło „wstać, położyć się, obrócić, zadbać o siebie i wyprostować kończyny”. Ta krótka rekomendacja zyskała popularność jako Lista Pięciu Wolności Brambell'a. W 1979 roku brytyjska Rada Dobrostanu Zwierząt Gospodarskich uaktualniła tę listę do formy uznawanej obecnie jako standard oceny dobrostanu zwierząt gospodarskich między innymi przez Europejską Federację Lekarzy Weterynarii, Światową Organizację Zdrowia Zwierząt, Królewskie Towarzystwo Zapobiegania Okrucieństwu wobec Zwierząt i Amerykańskie Towarzystwo Zapobiegania Okrucieństwu Wobec Zwierząt.
Lista Pięciu Wolności:
1. Wolność od głodu i pragnienia - poprzez zapewnienie łatwego dostępu do świeżej wody i pokarmu dla zachowania pełnego zdrowia i żywotności
2. Wolność od dyskomfortu - poprzez dostarczenie odpowiednich warunków otoczenia, w tym schronienia (osłony) i wygodnego miejsca do spoczynku
3. Wolność od bólu, urazów i chorób – poprzez zapobieganie lub szybką diagnozę i leczenie
4. Wolność ekspresji normalnych zachowań – przez dostarczenie wystarczającej przestrzeni, odpowiedniego wyposażenia i towarzystwa zwierząt tego samego gatunku
5. Wolność od strachu i stresu – przez zapewnienie warunków zapobiegających mentalnemu cierpieniu

## Założenia dobrostanu zwierząt
Cechy niskiego poziomu dobrostanu zwierząt:
- obniżony poziom zdolności adaptacyjnych względem sytuacji stresowych,
- obniżenie zdolności wzrostu i rozrodu,
- uszkodzenia ciała,
- choroby,
- immunosupresja,
- fizjologiczne przeciwstawianie się trudnościom,
- behawioralne przeciwstawianie się trudnościom,
- patologie behawioralne,
- autonarkotyzm,
- niechęć okazywania zachowań przeciwstawnych,
- ograniczenie naturalnych reakcji i behawioru.

Cechy wysokiego poziomu dobrostanu zwierząt:
- przejawianie różnorodnych form normalnego zachowania się,
- utrzymanie w normie wskaźników fizjologicznych,
- utrzymywanie w normie wzorców behawioralnych.

Ocena poziomu dobrostanu może być prowadzona w oparciu o kryteria naukowe, które uwzględniają: wskaźniki fizjologiczne organizmu, zdrowotność zwierząt oraz wzorce behawioralne.
Warunki niezbędne do spełnienia wymogów dobrostanu zwierząt gospodarskich:
- zapewnienie świeżej wody i paszy pokrywającej potrzeby w zakresie wzrostu, zdrowotności i żywotności,
- zabezpieczenie wygodnej powierzchni wypoczynku, możliwości schronienia oraz optymalnych warunków środowiska,
- zapewnienie prewencji, profilaktyki, szybkiej diagnostyki i skutecznego leczenia,
- eliminacja czynników stresogennych,
- zapewnienie odpowiedniej przestrzeni życiowej i składu socjalnego w grupie.

Podstawowe założenia dobrostanu zwierząt gospodarskich zostały opracowane przez działającą w Wielkiej Brytanii Radę Dobrostanu Zwierząt (Farm Animals Welfare Council) i są zawarte w Kodeksie Dobrostanu Zwierząt Gospodarskich. Jakkolwiek jest to wyłącznie ciało opiniodawcze Polscy rolnicy jako członkowie Unii Europejskiej powinni stosować się do opracowywanych w tamtejszych państwach ustaleń dotyczących ochrony zwierząt budując lub modernizując swoje budynki inwentarskie. Winni mieć na uwadze wszystkie warunki zapewniające dobrostan zwierząt.

## Projekty i certyfikacja
Ocena dobrostanu może opierać się na określaniu różnych wskaźników. Coraz częściej zwraca się uwagę na poszukiwanie podstawowych kryteriów oceny dobrostanu zwierząt, które mogą być określone w warunkach terenowych (ang. on-farm welfare assessment).
W europejskim projekcie Welfare Quality®, który powstał w 2004 roku; zastosowano zestaw 4 głównych kryteriów oceny dobrostanu zwierząt: „good feeding – odpowiednie żywienie”, „good housing – odpowiednie warunki utrzymania”, „good health – dobre zdrowie” i „appropriate behaviour – odpowiednie zachowanie”. Kryteria te wyodrębniono na skutek pogrupowania bardziej szczegółowych 12 subkryteriów, takich jak: brak długotrwałego głodu i pragnienia, komfort termiczny i wypoczynkowy, swoboda poruszania się, brak zranień i objawów chorobowych, wyrażanie zachowania socjalnego, pozytywna relacja człowiek-zwierzę.
Europejskie Stowarzyszenie Hodowców Zwierząt Futerkowych (EFBA) rozpoczęło w 2009 roku projekt WelFur® dla ferm futerkowych (norek i lisów), ma on na celu sprawdzenie poziomu dobrostanu zwierząt na europejskich fermach futrzarskich. Protokoły oceny dobrostanu określają rzeczywisty dobrostan zwierząt futerkowych, a nie zgodność z ustawami krajowymi i/lub prawem UE. Hodowle objęte tym certyfikatem będą stanowiły także o jakości pozyskanego futra i obowiązkowe od 2020 roku. W Polsce rozpoczęto wdrożenie WelFur w 2017 roku.

## Akty prawne
Podstawowym aktem prawnym jest Dyrektywa Rady 98/58/WE z dnia 20 lipca 1998 r. dotycząca ochrony zwierząt hodowlanych (31998L0058).
W Polsce minimalne warunki utrzymania zwierząt z podziałem na poszczególne gatunki reguluje:
- Rozporządzenie Ministra Rolnictwa i Rozwoju Wsi z dnia 15 lutego 2010 r. w sprawie wymagań i sposobu postępowania przy utrzymywaniu gatunków zwierząt gospodarskich, dla których normy ochrony zostały określone w przepisach Unii Europejskiej. Dotyczy: cieląt, świń, kur niosek i brojlerów[12].
- Rozporządzenie Ministra Rolnictwa i Rozwoju Wsi z dnia 28 czerwca 2010 r. w sprawie minimalnych warunków utrzymania gatunków zwierząt gospodarskich innych niż te, dla których normy ochrony zostały określone w przepisach Unii Europejskiej. Dotyczy: bydła z wyjątkiem cieląt, koni, owiec, kóz, strusi, przepiórek, perlic, lisów polarnych, lisów pospolitych, jenotów, norek, tchórzy, królików, szynszyli, nutrii, jeleni, danieli, indyków, gęsi i kaczek[13].

Wydawane są także odpowiednie instrukcje przez Głównego Lekarza Weterynarii.